# Musta Lindu
Musta Lindu es el segundo álbum del grupo de folk finlandés Värttinä, lanzado en 1989 por Olarin Musiikki. Al igual que su primer álbum, este trata principalmente de canciones populares tradicionales de Karelia y Finlandia, con 15 mujeres cantando y tocando el kantele, y 6 hombres con instrumentos acústicos. El álbum fue relanzado en 1998 bajo el título Black Bird por Finlandia Innovators.

## Lista de canciones
| N.º | Título                                   | Duración |  |
| 1.  | «Sorja Poika»                            | 2:58     |  |
| 2.  | «Musta Lindu»                            | 3:02     |  |
| 3.  | «Iktu»                                   | 5:11     |  |
| 4.  | «Ui ui»                                  | 2:37     |  |
| 5.  | «Täst 'se lähti toinen tahti»            | 4:59     |  |
| 6.  | «Vot i kaalina»                          | 1:47     |  |
| 7.  | «Kadrilli»                               | 3:08     |  |
| 8.  | «Ämmät»                                  | 2:23     |  |
| 9.  | «Kylä vuotti uuttaa kuuta»               | 4:59     |  |
| 10. | «Loitsu»                                 | 0:58     |  |
| 11. | «Ruskie neitsyt»                         | 2:22     |  |
| 12. | «Ruskoi reggae»                          | 3:15     |  |
| 13. | «Ankaralaisen turistin maahanpanopolkka» | 2:12     |  |